# سرانجام
سرانجام یا کلامِ خزانه یا دیوانِ گُورا نام اصلی‌ترین کتاب مرجع دینی یارسان است و شامل تمام گفتگوهای سلطان سهاک با یارانش در عصر پردیور به بعد است. هنوز نسخه کاملی از این کتاب چاپ نشده‌است و چند کتابی که در ایران و کردستان عراق به چاپ رسیده‌اند، هیچ‌یک دربردارندهٔ همهٔ کلام‌های مقدس یارسان نیستند بخش اعظم سرانجام به صورت شعر هجائی نگاشته شده‌است.
جامع‌ترین نسخهٔ گردآوری‌شدهٔ سرانجام تاکنون نسخهٔ طیب طاهری بوده‌است که در کردستان عراق به چاپ رسیده‌است.

## زبان
بخش‌های مختلف سرانجام به زبان های مختلفی مانند هورامی و گورانی و بخش هایی نیز به زبان های کردی لکی و زبان لری نوشته شده‌است. همچنین یارسانی‌های آذربایجان کلام‌هایی به زبان ترکی آذربایجانی دارند که آن‌ها را نیز بخشی از سرانجام به‌شمار می‌آورند.
سرانجام تاکنون به‌طور کامل به فارسی یا انگلیسی ترجمه نشده‌است. تنها ترجمهٔ بخش کوچکی از آن توسط محمد مکری به زبان فرانسوی انجام گرفته و در پاریس چاپ شده‌است که شامل گزیده‌ای از دوره پردیوری است. برخی از دوره‌ها نیز به‌صورت پراکنده به فارسی ترجمه شده‌اند.

## نسخه‌های موجود
- سرانجام: مجموعه کلام‌های یارسان، پژوهش و گردآوری: طیب طاهری، ویراستار کلام‌ها: استاد سروش، جمعی از سادات یارسان، اربیل: چاپخانه آراس، چاپ اول: ۲۰۰۷.
- دیوان گوره، گردآورنده و مصحح: محمد حسینی، کرمانشاه: نشر باغ نی، ۱۳۸۲.

- Mokri, Mohammad , Divane Gawra. French - Gawrani: La grande assémblée des fidéles de vérité au tribunal sur le mont Zagros en Iran (Dawra - y - Diwana - Gawra) , Paris: Klincksieck, 1977 = ۱۳۵۶.

- به فارسی: دوره دیوانه گوره یا دیوان عالی یاران حقیقت بر فراز کوه شاهو (فرانسه - گورانی)، گردآوری، تصحیح و ترجمه: محمد مکری، پاریس: کلینکزیک، ۱۳۵۶.

علاوه بر این نسخه‌ها، یک نسخه جعلی نیز از سرانجام توسط صدیق صفی‌زاده (بوره‌که‌ای) با مشخصات زیر به چاپ رسیده‌است که علی‌رغم ادعای نویسنده ارتباطی با کلام‌های مقدس یارسان ندارد و به نظر می‌رسد اشعار خود نویسنده باشد.
- ن‍ام‍ه س‍ران‍ج‍ام، ی‍ا، ک‍لام خ‍زان‍ه ی‍ک‍ی از م‍ت‍ون ک‍ه‍ن ی‍ارس‍ان (اه‍ل ح‍ق): م‍ت‍ن م‍ص‍ح‍ح و ت‍رج‍م‍ه آن ب‍ه زب‍ان ف‍ارس‍ی، ب‍ا م‍ق‍دم‍ه و ح‍اش‍ی‍ه… و ف‍ره‍ن‍گ گ‍وران‍ی، ت‍ح‍ق‍ی‍ق و ت‍ف‍س‍ی‍ر از ص‍دی‍ق ص‍ف‍ی‌زاده (ب‍وره ک‍ه‌ئ‍ی)، ت‍ه‍ران: ه‍ی‍رم‍ن‍د، ۱۳۷۵.
- دوره ه‍ف‍ت‍وان‍ه ج‍زوی از ن‍ام‍ه م‍ی‍ن‍وی س‍ران‍ج‍ام، ت‍ف‍س‍ی‍ر و ت‍ال‍ی‍ف: ص‍دی‍ق ص‍ف‍ی‌زاده (ب‍وره‌ک‍ه‌ئ‍ی)، ت‍ه‍ران: طه‍وری، ۱۳۶۱.